# Oliver Kurtz

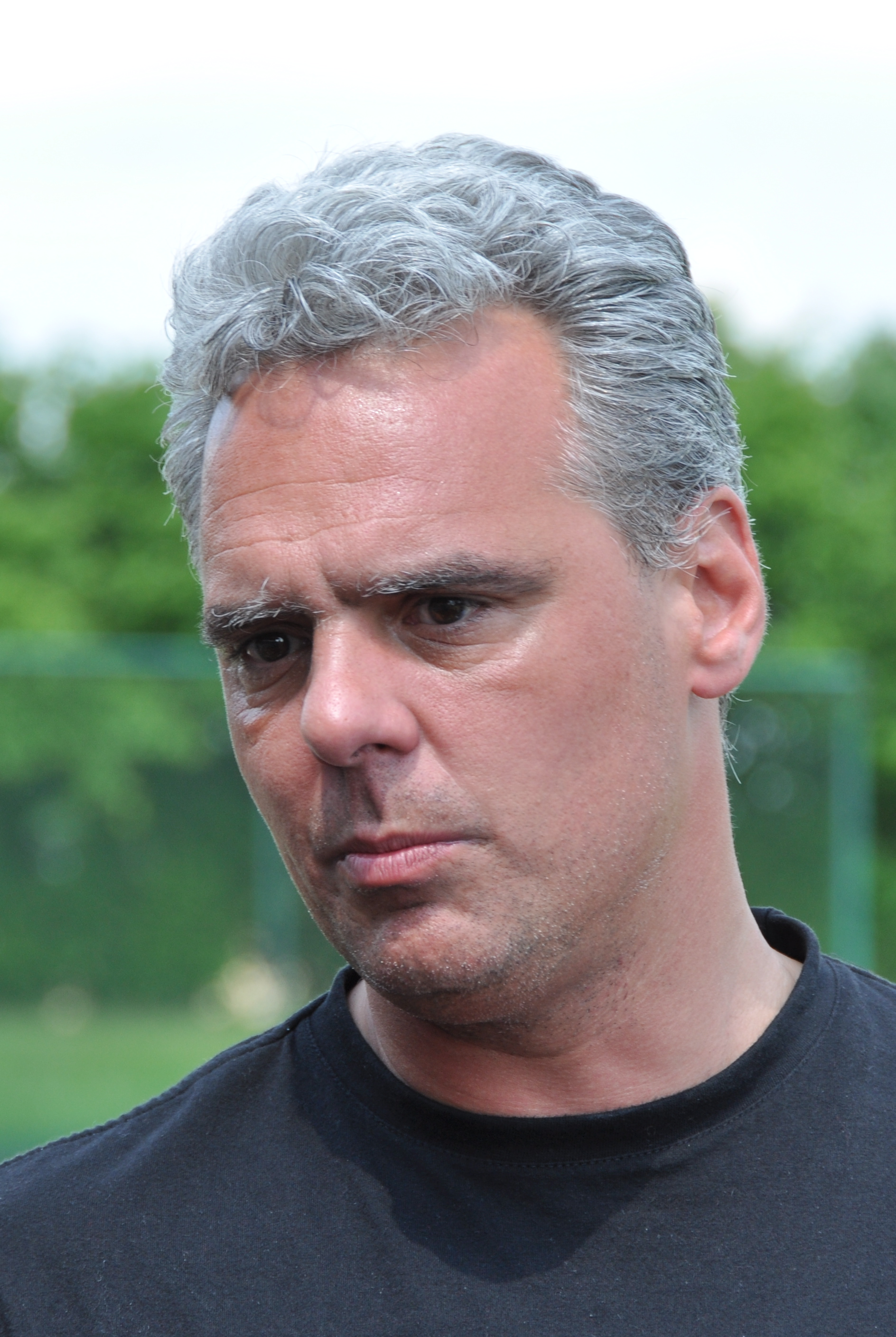
Oliver Kurtz im GHTC 2012

Oliver Kurtz (* 23. Oktober 1971) ist ein deutscher Hockeyspieler und -trainer.

## Spiele
Oliver Kurtz gewann 1991 den Titel bei der Halleneuropameisterschaft. Im Jahr darauf war er in fünf Spielen bei den Olympischen Spielen 1992 in Barcelona dabei und gewann die Goldmedaille.
Dafür wurden er und die deutsche Hockey-Mannschaft am 23. Juni 1993 mit dem Silbernen Lorbeerblatt ausgezeichnet.
Insgesamt wirkte der Spieler von Rot-Weiss Köln von 1991 bis 1995 in 33 Länderspielen in der deutschen Nationalmannschaft mit, davon fünf in der Halle. Mit den Kölnern war er 1992, 1993 und 1995 Deutscher Hallenmeister. 1997 wurde er mit dem HTC Uhlenhorst Mülheim Deutscher Meister auf dem Feld. 1995 wurde er vom Welthockeyverband wegen eines Dopingverstoßes bis Ende August 1997 für internationale Spiele gesperrt, in Deutschland wurde die Sperre bis zum 30. April 1996 festgelegt. In einer von Kurtz während des im August 1995 ausgetragenen vorolympischen Turniers abgegebenen Dopingprobe waren Spuren von Benzoylecgonin, einem Stoffwechselprodukt von Kokain, entdeckt worden.

## Trainertätigkeit
Im Februar 2013 übernahm Kurtz als Trainer die Nationalmannschaft (Herren) des Oman.
2010–2011 trainierte Kurtz die Damenmannschaft in der Hockeyabteilung des Gladbacher HTC. Dabei war er auch Trainer mehrerer weiblicher und männlicher Jugendmannschaften
Ab 2008 war Kurtz Herrentrainer in der Hockeyabteilung des THC Hürth. Zudem war er 2009 Trainer der Hockeynationalmannschaft von Bangladesch. 2004 war er Assistenztrainer beim indischen Hockeynationalteam. Seit Herbst 2024 trainiert Oliver Kurtz die Herrenmannschaft des 1. Hanauer THC und führte das Team in der Halle zur Meisterschaft in der 1. Regionalliga und somit zum Aufstieg in die 2. Hallenbundesliga.